# Вулиця Отамана Орлика (Буча)
Вулиця Отамана Орлика — вулиця в Бучі — місті обласного значення в Київській області.

## Історія
Раніше вулиця називалась Семафорною, через те що напроти вулиці стояв семафор. 
На літній сезон в 1909 році вартість найму дачі дачі (чотири кімнати, великий передпокій, кухня і веранда) по Семафорній вулиці становила 250 карбованців.
Після цього до 2023 року носила ім'я Ватутіна.

## Будинок №10— штаб генерала Ватутіна
На час підготовки до взяття Києва, у грудні 1943 року у місті Бучі розташувався штаб генерала Миколи Ватутіна.
Зберігся будинок, у якому був цей штаб. На знак цього на стіні будинку № 10 на вулиці Ватутіна встановлено меморіальну дошку, що містить напис «В цьому будинку в грудні м-ці 1943 р. жив і працював командуючий військами 1-го Українського фронту, генерал армії Микола Федорович ВАТУТІН». Будинку вже близько ста років. Зі спогадів теперішнього мешканця будинку Сергія Хижняка: 
|  | У роки війни у будинку на вулиці Ватутіна, 10 (раніше вулиця називалась Семафорною, через те що напроти вулиці стояв семафор). ... Перед взяттям Києва прибули квартирмейстери для вибору штабу для військового командування. Тоді у Бучі будинків було ще небагато, населення було незначним. Дім Волкових, дореволюційний дім на пагорбі, де після революції була школа по ліквідації безграмотності, а моя бабуся працювала там першою вчителькою, не обрали. Обрали дім на Ватутіна, 10. Повідомили, що тут буде знаходитись штаб генерала Ватутіна, тому будинок тимчасово забирають, і сім'я повинна була виселитися. У період війни не проблемою було знайти собі житло. Бабуся, дід і мама пішли жити тоді до знайомих у Горенку. Отож, на час підготовки до взяття Києва, у будинку розташувався штаб Ватутіна. У дворі установили декілька пушок, викопали землянку, будинок охороняли вартові. Після того, як Київ був взятий, військове командування поїхало далі. |

## Виноски
1. ↑  Зборовський Анатолій. Буча 101 рік тому. На основі матеріалів довідника «Дачник», складеного в Києві в 1909 за редакцією М. Т. Волинського. // «Бучанські новини». — 2010. — 14 травня. — С. 12.
2. ↑  Бучанські новини. 7 травня 2010, стор. 8. «Генерал Ватутін був у Бучі». Автор: Вікторія Кончаківська, Посилання.